# Unternehmen Rote Teufel
Unternehmen Rote Teufel ist ein US-amerikanischer Kriegsfilm aus dem Jahr 1952 von Budd Boetticher mit Jeff Chandler und Alex Nicol in den Hauptrollen. Der Film wurde von Universal-International Pictures produziert.

## Handlung
Nach der Invasion in der Normandie stoßen die alliierten Truppen immer weiter in Frankreich vor. Durch das schnelle Vorrücken der 3. US-Armee unter General George S. Patton wird die Nachschublinie extrem gestreckt. Um Pattons Panzer mit Kraftstoff versorgen zu können, muss das Transportation Corps der US-Armee improvisieren. Lastwagen werden unter dem Kommando von Lieutenant Campbell umgebaut, um mehr Treibstoff und Munition an die Front bringen zu können. Die Mission bekommt den Spitznamen Red Ball Express. Sergeant Kallek hat Vorbehalte gegen Campbell, den er für den Tod seines Bruders verantwortlich macht. Campbell bildet mit dem schwarzen Corporal Robertson ein Team, doch wehrt er dessen Versuche, ein Gespräch zu beginnen, brüsk ab. 
Nach zwei Tagen Fahrt kommt die Kolonne an ihrem Ziel an und soll die Ladung nun selbst abladen. Ohne Pause kehrt die Kolonne zurück, wird jedoch durch einen Unfall eines erschöpften Fahrers aufgehalten. Antoinette Dubois fährt mit ihrem Fahrrad die Kolonne entlang und wird von Private Partridge gegrüßt. Sie lädt den Soldaten zu ihrer Familie ein. Im Haus der Dubois erkennt Partridge, dass sich die Familie nur noch von Brotkrusten und wässriger Suppe ernährt. Er verspricht, der Familie Nahrungsrationen zu bringen, muss aber auf Antoinettes Fahrrad hinter der Kolonne herjagen, da seinem Fahrer Private Smith das Losfahren befohlen wurde. Die Lastwagen erreichen schließlich ein Hilfscamp. Dort wird Robertson von Private Wilson rassistisch beleidigt. Es kommt zu einer Schlägerei, die Campbell stoppt. Als Robertson um eine Versetzung bittet, lehnt Campbell ab, da er sich mit Rassenbeziehungen nicht auskennt. Gegenüber seinen schwarzen Kameraden Smith und Private McCord bezeichnet Robertson Campbell als Rassist, doch McCord verteidigt den Kommandanten. 
Die Kolonne fährt weiter und gerät in ein deutsches Minenfeld. McCords Lastwagen explodiert. Campbell lässt stoppen, um McCord beerdigen zu lassen, was ihm den Respekt seiner Männer einbringt. Danach begegnet die Kolonne einem Trupp US-Panzer, dessen Kommandant die Truppe als Foul Ball Express beschimpft. Die Eigenbrötler schließen sich zusammen und verteidigen ihre Ehre. Da man wieder am Haus der Dubois vorbeikommt, bringt Partridge der Familie die versprochenen Rationen. Wieder muss er Antoinettes Fahrrad benutzen, um zur Kolonne aufzuschließen. Im Basislager teilt Campbell Robertson mit, dass er die Versetzung genehmigt. Robertson respektiert Campbell mittlerweile und will doch bleiben. In der Kantine unterhält sich Kallek mit der Rotkreuz-Helferin Joyce McClellan. Er erzählt ihr, dass Campbell mit seinem Bruder Al eine Bohranlage durch die Rocky Mountains transportiert habe. Dabei habe es einen Unfall gegeben, bei dem Al nicht mehr aus dem Fahrerhaus herausgekommen sei. Campbell steht neben Kallek und erklärt, er sei bewusstlos gewesen und habe deshalb Al nicht helfen können. Als Kallek Campbell zum Kampf herausfordert, lässt der Lieutenant ihn unter Arrest stellen.
Bei der nächsten Mission muss der Nachschub durch deutsche Linien hindurchgebracht werden. Campbell befiehlt Kalleks Freilassung. Einige Zeit später stößt die Kolonne auf einen deutschen Panzer. Partridge opfert sich und kracht mit seinem Lastwagen in den Panzer. Die weitere Route führt die Kolonne zu einer in Flammen stehenden Ortschaft. Kallek, Fahrer des Führungswagens, verliert die Kontrolle und kracht in ein brennendes Gebäude. Campbell kann Kallek aus den Flammen retten. Als die Kolonne endlich ihr Ziel erreicht, werden die Männer herzlich begrüßt. Bei der Rückkehr kommt man abermals am Haus der Dubois vorbei. Smith will Antoinette die Nachricht von Partridges Tod überbringen, als er eben diesen mit Antoinette an der Straße stehen sieht. Nachdem seine Kameraden ihn freudig begrüßt haben, erklärt er, dass er den Zusammenstoß mit dem Panzer überlebt habe und nur bewusstlos war. Als er wieder zu sich kam, fuhr er mit dem Fahrrad zurück zu Antoinette.

## Produktion

### Hintergrund
Gedreht wurde der Film von Anfang November bis zum 19. Dezember 1951 im ehemaligen Hauptquartier des Transport-Regiments in Fort Eustis in Newport News sowie in den Universal-Studios in Universal City.

### Stab
Bernard Herzbrun und Richard H. Riedel oblag die künstlerische Leitung. Russell A. Gausman und Oliver Emert waren für das Szenenbild zuständig, Bud Westmore und Vincent Romaine für das Maskenbild. Verantwortliche Toningenieure waren Leslie I. Carey Joe Lapis, John A. Bolger Jr., Donald Cunliffe und Henry Janssen.

### Besetzung
In einer kleinen nicht im Abspann erwähnten Nebenrolle trat Sidney Clute auf.

## Synchronisation
Die deutsche Synchronfassung entstand im Auftrag der Berliner Synchron GmbH Wenzel Lüdecke unter der Dialogregie von Bodo Francke nach einem Dialogbuch von Fritz A. Koeniger.
| Rolle          | Schauspieler   | Deutscher Synchronsprecher |
| -------------- | -------------- | -------------------------- |
| Lt. Campbell   | Jeff Chandler  | Curt Ackermann             |
| Sgt. Kallek    | Alex Nicol     | Heinz Engelmann            |
| Pvt. Partridge | Charles Drake  | Gert Günther Hoffmann      |
| Cpl. Robertson | Sidney Poitier | Wolfgang Kieling           |
| Pvt. Wilson    | Hugh O’Brian   | Horst Niendorf             |
| Pvt. Higgins   | Frank Chase    | Wolfgang Gruner            |

## Historischer Hintergrund
Red Ball Express war der Codename für eine der größten logistischen Operationen des Zweiten Weltkriegs. Er bestand aus einer Flotte von 5.958 Lastkraftwagen und Anhängern, die über 412.000 Tonnen Nachschub (Munition, Nahrung und Kraftstoff) zwischen dem 25. August und 16. November 1944 zu den alliierten Armeen an der westeuropäischen Front lieferten.

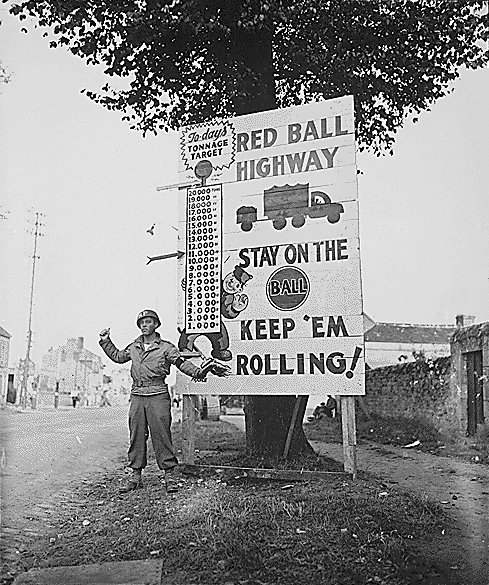
Einweiser an einem der vielen Hinweisschilder auf den Red Ball Express bei Alençon, Nordfrankreich am 5. September 1944

Die eingesetzten Fahrer, die Red Ball Trucker, luden in den Red Ball Depots Versorgungsgüter, speziell Benzin und Munition, auf und fuhren damit zu Depots hinter der Front. Etwa 75 Prozent aller Fahrer waren Afroamerikaner. Dies resultierte aus der damaligen Einstellung der kommandierenden Offiziere, dass Schwarze keine Einstellung zum Kämpfen hätten. Daher dienten sie fast ausschließlich in Nachschub- und Serviceeinheiten.
Die Bezeichnung Red Ball geht auf die Kennzeichnung von Expressgut im Bahntransport in den USA zurück.

## Veröffentlichung
Die Premiere des Films fand am 24. Mai 1952 in Los Angeles statt. In der Bundesrepublik Deutschland kam er am 22. August 1958 in die Kinos, in Österreich im September 1958.

## Kritiken
Der Filmkritiken-Aggregator Rotten Tomatoes hat in einer Auswertung ein Publikumsergebnis von 50 Prozent positiver Bewertungen ermittelt.
Das Lexikon des internationalen Films schrieb: „Kriegsabenteuer in Landsknechtsmanier, dank routinierter Inszenierung und solider Darstellung durchaus spannend, aber ohne kritische Distanz zu Kampf und Tod.“
Der Kritiker der The New York Times bezeichnete den Film als klischeehaft und schlecht.
Auch die Variety bemängelte in ihrer Vorabkritik die Klischees, die das Drehbuch nutze. Der Film verfüge aber über das Tempo eines Schundromans und zeige einen Sinn für Humor.